# Esquirol llistat de Taiwan
L'esquirol llistat de Taiwan (Tamiops maritimus) és una espècie de rosegador de la família dels esciúrids. Viu a la Xina, Laos, Taiwan i el Vietnam. Es tracta d'un animal arborícola. Els seus hàbitats naturals són els boscos perennifolis de frondoses amb roures, llorers i Pinus massoniana i els boscos mixtos mesofítics. És una espècie en risc mínim, és a dir, no sembla que hi hagi cap amenaça significativa per a la seva supervivència.